# クラウドエース
クラウドエース株式会社 (Cloud Ace, Inc.) は、Google Cloudに特化した日本のクラウドインテグレーターである。コンサルティングから設計・構築、運用・保守、教育、請求代行まで、Google Cloudに関連するサービスを提供している。
---

## 概要
クラウドエースは、Google Cloudの導入、移行、最適化、運用などを手掛ける企業である。製造業、金融業、小売業、エンターテインメント業など、多岐にわたる業界にクラウド関連のサービスを提供している。AI（人工知能）、機械学習、データ分析分野のシステム構築も事業の一つである。
---

## 沿革・受賞歴
- 2014年
  - 前身である吉積情報株式会社において、日本で初めてGoogle Cloudのリセール事業を開始[5]。
- 2016年
  - 吉積情報株式会社からクラウドエース事業を分社化し、クラウドエース株式会社を設立[5]。
- 2017年
  - Google Cloud より「2016 Japan Partner Award for Google Cloud Customer Success」を受賞[6]。
  - Google Cloud Premier Partner に国内で初めて認定される[6]。
  - Google Cloud Training Partner に認定される[6]。
- 2018年
  - Google Cloud Partner Contestで「One Google 部門」を受賞[7]。
  - 12月、吉積ホールディングス株式会社（当時：吉積情報株式会社）の完全子会社となる[1]。
- 2019年
  - Google Cloud より「Application Development Partner of the Year」（対象年: 2018年）および「Most Innovative Training Partner of 2018」を受賞[8]。
- 2020年
  - Google Cloud より「2019 Google Cloud Services Partner of the Year for Japan」および「Google Cloud Japan ATP (Authorized Training Partner) of the Year 2019」を受賞[9]。
- 2021年
  - Google Cloud より「2020 Google Cloud Specialization Partner of the Year - IoT分野 (グローバル部門)」および「Google Cloud Japan ATP of the Year 2020」を受賞[10]。
  - ブラジル（サンパウロ）に現地法人を設立[11]。
- 2022年
  - Google Cloud より「2021 Google Cloud Services Partner of the Year - Japan」を受賞[12]。
  - 同社が構築を支援した野村證券の「FINTOS!」が、Google Cloudカスタマーアワード（金融サービス部門）を受賞[13]。
  - インドに現地法人を設立[11]。
  - 本社を東京都千代田区大手町へ移転[1]。
- 2024年
  - 2023年の実績に対し、Google Cloud Partner of the Yearを「Sales Partner of the Year - Japan」など5部門で受賞[14]。
- 2025年
  - 2024年の実績に対し、Google Cloud Partner of the Yearを「Services Partner of the Year - Japan」など3部門で受賞[15]。

---

## 事業内容
Google Cloudを中心に、企業のDX推進やクラウド活用を支援するサービスを提供している。

### コンサルティングサービス
企業の経営課題や業務課題に基づき、Google Cloudを活用した解決策の提案や導入計画策定などを行う。既存のGoogle Cloud環境の最適化や活用度を診断するアセスメントサービスも手掛ける。

### システムインテグレーション（SI）/ 開発
Google Cloudの導入・移行から、インフラ、ネットワーク、セキュリティの設計・構築、各種アプリケーション開発まで対応している。データ分析基盤設計・構築、生成AI活用支援、アプリケーション開発・モダナイゼーションなども行う。公共分野向けのLGWAN接続系システム構築や、Google Maps Platformを活用したシステム開発も手掛ける。

### マネージドサービス (MSP) / 運用保守
Google Cloud環境の監視、障害対応、運用保守、セキュリティ維持などを提供するマネージドサービスプロバイダ（MSP）である。

### トレーニング・研修
Google Cloud 認定トレーニングや、法人向けのカスタム研修を提供している。

### ライセンス販売
Google Workspaceの導入・活用支援、Google Cloudおよび関連サービスのライセンス販売を行っている。
---

## 事業の特色
- Google Cloudとの連携: Google Cloudのプレミアパートナー、MSP、認定トレーニングパートナーとして認定されている[24]。
- AI・データ分析: Vertex AIやBigQueryなどを活用したAI・機械学習ソリューションやデータ分析基盤の構築を行っている[18][27]。
- 包括的なサービス: コンサルティングから開発、運用・保守、教育まで、クラウド導入のライフサイクルを支援するサービスを展開している[28]。

---

## 関連企業・団体

### 親会社 / グループ統括
- 吉積ホールディングス株式会社（Yoshizumi Holdings Inc.）：グループ全体の経営戦略を担う持株会社である[29]。

### グループ企業（国内）
- 吉積情報株式会社（Yoshizumi Information Inc.）：Google Workspace導入支援などを手掛ける。クラウドエースは元々同社の一部門であった[5]。
- ガオ株式会社（GAO Inc.）：2023年に設立された、生成AIのコンサルティングや開発を専門とする企業である[30]。

### グループ企業（海外拠点）
シンガポール、ベトナム、インドネシア、タイ、台湾、ブラジル、インドなどに現地法人を持つ。

### 資本・業務提携パートナー
- 丸紅株式会社 / 丸紅グループ：2021年に親会社の吉積ホールディングスと資本業務提携を締結している[31]。

### 主要技術パートナー
- Google / Google Cloud：事業の中核となる技術プラットフォームの提供元である[24]。
- GitLab：ソリューションパートナーとして、ライセンス販売や導入・運用支援などを提供している。GitLabプロフェッショナルサービスのデリバリーパートナーにも認定されている[32][33]。

### スポンサー契約
- シント＝トロイデンVV（Sint-Truidense V.V. / STVV）：ベルギーのプロサッカークラブ。親会社の吉積ホールディングスを通じてスポンサー契約を締結している[34]。

---